# Tàbiti
Tàbiti (en escita, *Tapatī; en grec, Τᾰβῐτί Tabĭtí; en llatí, Tabĭti) era una deessa dels escites que encapçalava el panteó de les seves divinitats.
El seu nom es relaciona amb el foc, la calor i la terra. Tenia un paper important, vinculat al foc primigeni, i era una deïtat primordial del foc que podria derivar de la deessa del foc dels indoeuropeus. Està relacionada amb la divinitat grega Hèstia, i amb Agni la deessa del foc i del sacrifici al vedisme, i també amb Atar, el foc que crema i no crema, entre els pobles iranians més meridionals.
Heròdot diu que Tàbiti és equiparable a la deessa grega de la llar, Hèstia, i la situa al capdavant del panteó escita, un reflex del paper de la divinitat del foc entre els pobles indoeuropeus, i paral·lela a la tradició grega d'iniciar i acabar els rituals del sacrifici amb un oferiment a Hèstia. Les apel·lacions als déus començaven per esmentar el seu nom.
La deessa no tenia representació en forma d'imatge, i es creu que s'associava a la imatge del foc. El foc era un element important en les religions de les tres dinasties iranianes, els aquemènides, els arsàcides i els sassànides. Com a element natural i divinitat primordial protegia la família, la ciutat, el clan i el seu sobirà. La llar del rei es vinculava amb Tàbiti, i era una mostra del poder reial i de la prosperitat del poble. El rei escita Idantirs l'anomenava «Reina dels escites» l'any 513 aC. La posició preeminent de Tàbiti a la llista dels déus escites es veu confirmada per la seva invocació a l'inici dels himnes als déus pronunciats durant els sacrificis i rituals escites.